# 디지털 도메인
디지털 도메인(Digital Domain)은 영화감독 제임스 카메론 등이 공동으로 설립한 시각효과 전문회사이다. 스타워즈 시리즈의 감독 조지 루카스가 설립한 ILM이 시각효과 전문회사의 효시라면, 디지털 도메인은 그 후발주자로 타이타닉, 트루라이즈 등의 특수효과를 담당하여 유명해진 회사이다.

## 역사

### 2006년 ~ 현재
제임스 카메론은 2006년 디지털 도메인을 영화감독 마이클 베이에게 매각했다. 디지털 도메인은 2007년에는 스티븐 스필버그가 제작하고 마이클 베이가 감독한 트랜스포머의 특수효과를 만들기도 했다.
시각효과 전문 기업들의 수익성은 2010년을 전후해서 지속적으로 악화되어 왔는데, ILM은 큰 수익성은 없어도 창립자 조지 루카스에 의해 명맥을 유지해갔으나, 디지털 도메인은 결국 파산에 이르렀다. 그 과정에서 디지털 도메인은 자산의 대부분을 매각했으며, 기술 특허 자산을 매각하는 과정에서 기존에 파트너십을 맺고 자사의 특허를 사용하던 회사들을 마구 고소하여 논란이 되기도 했다.
영화 특수효과 외에, 공연 특수효과 연출에 관여하기도 했다. 2012년에는 유사홀로그램을 이용하여, 오래 전에 사망한 전설적인 랩 가수 투팍 샤커가 부활한 듯한 공연을 연출하는 프로젝트에 참여하기도 했다.

## 같이 보기
- MPC
- 웨타 FX

## 참고 문헌
- 환상을 만드는 사나이 - 조선일보 Aug 31, 2011
- 3D 작품 제작에 제동 걸린 디즈니, 왜? 미디어스 2013.01.09